# Павлопулос, Прокопис
Проко́пис Павло́пулос (греч. Προκόπης Παυλόπουλος; род. 10 июля 1950, Каламата) — греческий государственный и политический деятель, президент Греции с 13 марта 2015 по 13 марта 2020 года.

## Биография
Родился 10 июля 1950 года в Каламате.
В 1974 году был секретарём временного президента Греческой республики Михаила Стасинопулоса, с которым сотрудничал, когда Стасинопулос в последний период диктатуры «чёрных полковников» был под домашним арестом.
По образованию юрист. Учился в Париже, в Сорбонне, в 1977 году получил докторскую степень в области публичного права.
В 1978—1979 годах служил в армии. Затем последовали несколько лет академической карьеры. Павлопулос — автор нескольких книг.

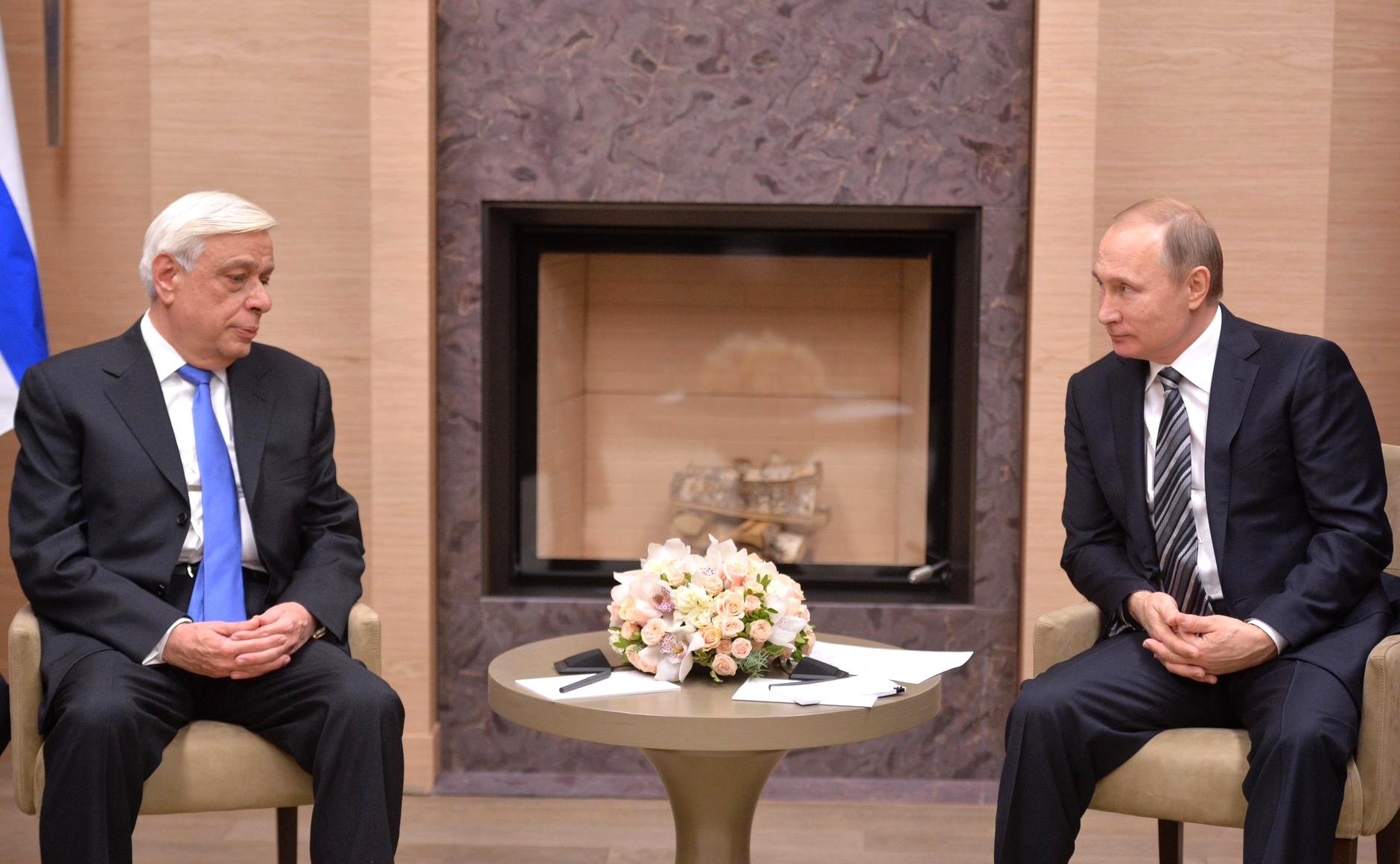
Прокопис Павлопулос и Владимир Путин

В 1996 году он был избран депутатом парламента Греции от партии «Новая демократия», затем переизбирался в 2000, 2004, 2007, 2009 и 2012 годах.
В 1989—1990 годах был заместителем министра при председателе правительства и пресс-секретарем правительства, в 1990—1995 годы возглавлял юридическое управление в администрации президента Константина Караманлиса.
В 1995—1997 годах был официальным представителем правоцентристской партии «Новая демократия», в 2000—2004 годы был парламентским представителем партии.
В 2004—2007 годах был министром внутренних дел, госадминистрации и децентрализации, и в 2007—2009 годах был министром внутренних дел.
18 февраля 2015 года левый премьер-министр Алексис Ципрас предложил кандидатуру политика от правоцентристской партии Новая Демократия Прокописа Павлопулоса на пост президента страны. И в этот же день Прокопис Павлопулос был избран президентом Греции.

## Семья
Павлопулос женат, у него трое детей.